# Бэмбридж, Артур
А́ртур Ле́ополд Бэ́мбридж (англ. Arthur Leopold Bambridge; 16 июня 1861 — 27 ноября 1923) — английский футболист. Выступал за футбольные клубы «Виндзор», «Аптон Парк», «Свифтс», «Клэпем Роверс» и «Коринтиан», провёл 3 матча за национальную сборную Англии. Один из трёх братьев, сыгравших за сборную Англии.

## Футбольная карьера
Родился в Виндзоре (Беркшир) в семье Софии и Уильяма Бэмбриджа, который был фотографом Королевы Виктории. Окончил школу святого Марка в Виндзоре, а затем Малвернский колледж, в 1877 году выступал за школьную футбольную команду.
Выступал за клубы «Виндзор», «Аптон Парк», «Свифтс», «Клэпем Роверс» и «Коринтиан», а также за команду футбольной ассоциации Беркшира. В выпуске «Футбольного ежегодника» 1881 года Чарльз Олкок описал Артура Бэмбриджа как «полезного» футболиста, «играющего с рассудительностью» и «трудно проходимого» (для игроков соперника).
26 февраля 1881 года Артур дебютировал за сборную Англии, выйдя на позиции левого защитника в матче против сборной Уэльса на стадионе «Александра Медоуз» в Блэкберне. В той игре Уэльс сенсационно обыграл Англию со счётом 1:0. В одном из газетных репортажей сказано: «Плохая погода… земля покрыта снегом и слякотью… обстоятельство, которое, по мнению англичан, помогло валлийцам одержать неожиданную победу».
3 февраля 1883 года провёл свою вторую игру за сборную Англии в матче против Уэльса на лондонском стадионе «Сарри Крикет Граунд». В этом матче он сыграл на позиции правого крайнего нападающего. В той игре за Англию впервые сыграли две пары братьев (Артур и Гарри Кершемы и Артур и Чарльз Бэмбриджи). Англичане одержали в матче уверенную победу со счётом 5:0, один из голов забил Чарли, брат Артура.
23 февраля 1884 года Артур провёл свою вторую (и последнюю) игру за сборную Англии. Это был матч первого розыгрыша Домашнего чемпионата Великобритании, в котором Англия на стадионе «Баллинафей Парк» в Белфасте разгромила сборную Ирландии со счётом 8:1. Согласно большинству отчётов о матче, Чарли Бэмбридж сделал в этой игре хет-трик, однако некоторые отчёты утверждают, что Чарли Бэмбридж сделал «дубль», а один из голов, приписываемых Чарли, на самом деле забил Артур Бэмбридж.
Помимо Чарли у Артура был брат Эрнест, который также сыграл за сборную Англии.

## Вне футбола
В 1884 году завершил карьеру футболиста из-за травмы. После этого отправился изучать искусство за границей, нарисовал несколько картин и был членом Королевской академии художеств.